# Paul Bonnefond

a Compétitions nationales et continentales officielles uniquement.

b Matchs officiels uniquement.
Dernière mise à jour le 10 décembre 2024.
Paul Bonnefond, né le 13 septembre 1988 à Tours, est un joueur français de rugby à XV et de rugby à sept qui joue au poste de centre ou d'ailier.

## Biographie
Avec le Castres olympique, il est champion de France de Top 14 2013 contre Toulon champion d'Europe et finaliste l'année suivante en 2014.

Puis, il Il joue de 2014 à 2017 avec le club du Lyon OU où il est champion de France de Pro D2 2016.
En 2017, il quitte le LOU s'engage avec la FFR pour jouer avec l'Équipe de France de rugby à sept désormais dirigée par Jérôme Daret.
Pour la saison 2019-2020 il rejoint le RC Vannes en Pro D2, souhaitant se stabiliser dans une ville pour voir grandir son fils (ce que les voyages des World Rugby Sevens Series ne lui permettait pas), tout en gardant l'objectif de participer aux Jeux olympiques. Il arrête sa carrière pour devenir agent de joueur en 2023.

## Palmarès
- Championnat de France :
  - Champion (1) : 2013[5]
  - Finaliste (1) :
  - 2014
- Vainqueur de la Pro D2 en 2016
- Vancouver 2019 et Hong Kong 2019.